# Crocetta
Crocetta is een metrostation in de Italiaanse stad Milaan dat werd geopend op 16 december 1990 en wordt bediend door lijn 3 van de metro van Milaan.

## Geschiedenis
In het metroplan van 1952 was Crocetta niet opgenomen, lijn 3 zou ten zuiden van Duomo naar het westen afbuigen en lijn 4 zou langs het oosten van de binnenstad lopen en vanaf Porta Romana naar het zuidoosten lopen. In 1977 werd echter besloten om het deel van lijn 4 ten zuiden van Porta Romana als zuidelijke deel van lijn 3 te bouwen en via Duomo te koppelen de rest van lijn 3. Tussen Duomo en Porta Romana werden daartoe de stations Missori en Lamarmora aan een dubbeldekstunnel gepland. Op 8 september 1981 begon de bouw van de lijn vanaf Repubblica aan de noordkant van de dubbeldekstunnel. Het station bij het kruispunt van de Via Alfonso Lamarmora en de Corso di Porta Romana is het zuidelijkste in de dubbeldekstunnel en kwam eind 1990 gereed. Het station werd geopend onder naam Crocetta en kreeg daarmee de naam van het kruispunt, de Largo Crocetta, in plaats van die van de zijstraat.

## Ligging en inrichting

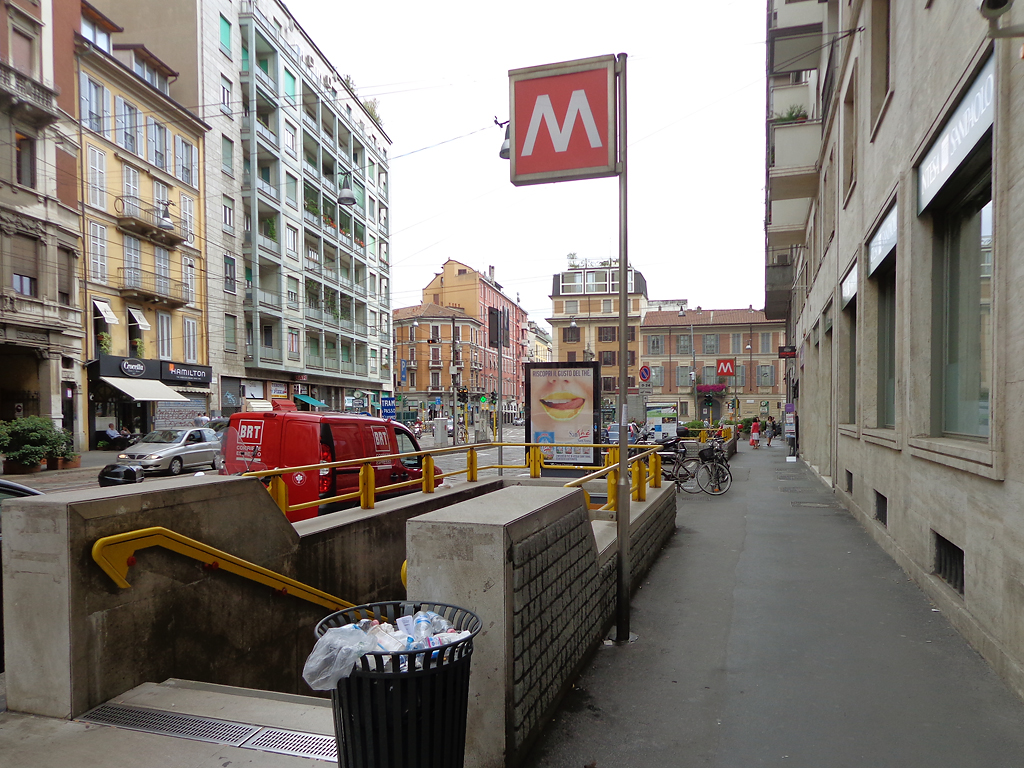
De noordelijke toegang

De lijn door de oude binnenstad ligt in een dubbeldekstunnel Om te voorkomen dat onder gebouwen gewerkt en gereden moet worden. Ten zuiden van het station buigt het onderste spoor onder het bovenste vandaan en bij Porta Romana liggen ze weer naast elkaar. Het onderste spoor wordt in normale dienst gebruikt voor de metro's naar het zuiden, het bovenste voor die naar het noorden. De dubbeldekstunnel ligt onder de Corso di Porta Romano aan de oostkant van de Largo Crocetta. De perrons en de verdeelhal werden aan de westkant in een open bouwput tegen de dubbedekstunnel aangebouwd. De verdeelhal heeft zowel aan de noord- als aan de zuidkant een toegang tot een gang aan de westkant van de poortjes. Achter de toegangspoortjes is de verdeelhal met roltrappen en liften vebonden met halletjes naast de perrons. Het geheel is afgewerkt met het voor lijn 3 typerende gele rooster als plafond en grijze blokken op de wanden. Bovengronds zou een fontein met standbeeld van de hand van Guido Canella komen maar die zijn niet aangelegd.     